# Adam May
Adam May (6 de julio de 1976) es un deportista británico que compitió en vela en la clase Tornado.
Ganó una medalla de bronce en el Campeonato Mundial de Tornado de 2001 y una medalla de plata en Campeonato Europeo de Tornado de 2001. Participó en los Juegos Olímpicos de Sídney 2000, ocupando el sexto lugar en la clase Tornado.

## Palmarés internacional
| \| Campeonato Mundial \| Campeonato Mundial \| Campeonato Mundial \| Campeonato Mundial \| \| Año \| Lugar \| Medalla \| Clase \| \| ------------------ \| ------------------------ \| ------------------ \| ------------------ \| \| 2001 \| Richards Bay (Sudáfrica) \| Medalla de bronce \| Tornado \| \| Campeonato Europeo \| \| \| \| \| Año \| Lugar \| Medalla \| Clase \| \| 2001 \| Sankt Moritz (Suiza) \| Medalla de plata \| Tornado \| |                          |                   |         |
| Campeonato Mundial |                          |                   |         |
| Año | Lugar                    | Medalla           | Clase   |
| 2001 | Richards Bay (Sudáfrica) | Medalla de bronce | Tornado |
| Campeonato Europeo |                          |                   |         |
| Año | Lugar                    | Medalla           | Clase   |
| 2001 | Sankt Moritz (Suiza)     | Medalla de plata  | Tornado |